# Walter Bruno Henning

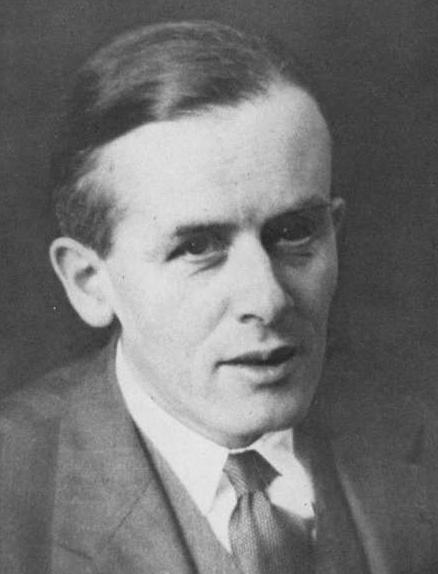
Walter Bruno Henning, 1936

Walter Bruno Henning (* 26. August 1908 in Ragnit, Ostpreußen; † 8. Januar 1967 in Berkeley, Kalifornien) war ein deutscher Iranist und Linguist, der auf dem Gebiet der mitteliranischen Sprachen forschte. Bekannt wurde er durch die Auswertung der Textfunde aus den deutschen Turfanexpeditionen. Von 1947 bis 1961 war er Professor für zentralasiatische Studien an der Londoner School of Oriental and African Studies und anschließend bis zu seinem Tod Professor für Iranistik an der University of California, Berkeley.

## Leben
Henning wuchs als Sohn eines Landvermessers bzw. Grundbuchbeamten im pommerschen Köslin auf. Nachdem ihm ein Lehrer am Gymnasium bescheinigt hatte, für ein philologisches Studium ungeeignet zu sein, studierte er in Göttingen zunächst Mathematik. Durch sein Interesse an der Geschichte der mittelalterlichen arabischen Mathematik kam er zur Orientalistik. Bei Friedrich Carl Andreas studierte Henning Irankunde und lernte Avestisch, mitteliranische Dialekte sowie Sogdisch. Mit der summa cum laude bewerteten Arbeit Das Verbum des Mittelpersischen der Turfanfragmente wurde er 1931 – nach Andreas’ Tod – bei Herman Lommel promoviert. Ab 1932 beschäftigte Henning sich an der Preußischen Akademie der Wissenschaften in Berlin mit der weiteren Auswertung oben erwähnter manichäischer Textfunde aus Turfan, die sein akademischer Lehrer Andreas nicht hatte abschließen können.
Wegen seiner jüdischen Verlobten Maria Polotsky, der Schwester seines Studienfreunds Hans Jakob Polotsky, der in NS-Deutschland Verfolgung drohte, emigrierte er 1936 nach Großbritannien. Dort nahm er eine Stelle als Lecturer für Iranistik an der Londoner School of Oriental Studies an. Maria und Walter Bruno Henning heirateten 1937 in London, das Paar bekam eine Tochter. 1939 stieg er zum Senior Lecturer an dem inzwischen in School of Oriental and African Studies (SOAS) umbenannten College auf. Nach Ausbruch des Zweiten Weltkriegs wurde Henning jedoch als Ausländer aus einem „Feindstaat“ (Enemy Alien) 1940 für ein halbes Jahr auf der Isle of Man interniert. Anschließend ging er nach Cambridge, wohin die SOAS während des Krieges evakuiert worden war. 
Nach Kriegsende wurde Henning zum Reader und 1947 zum Professor für zentralasiatische Studien ernannt. Gastprofessuren führten ihn 1946 an die Columbia University in New York (zum Thema Indoiranische Sprachen) und 1956 an das Institute for Advanced Study in Princeton (zum Themenkomplex Choresmische Sprache). 1950 unternahm er eine Forschungsreise in den Iran, wo er insbesondere sassanidische Inschriften in der Provinz Fars untersuchte und Abdrücke von den Kartir-Felsinschriften in Sar Mašhad nahm. Von 1958 bis 1961 leitete Henning die Abteilung für Sprachen und Kulturen des Nahen und Mittleren Ostens der SOAS. Auch aufgrund des für seine angeschlagene Gesundheit günstigeren Klimas wechselte er im September 1961 von London an die University of California, Berkeley, wo er zum Professor für Iranistik berufen wurde und ein Zentrum für iranische Studien aufbaute.
Im Dezember 1966 hatte Henning einen Unfall, bei dem er sich ein Bein brach. Hinzu kam ein Lungenödem, an dem er verstarb.

## Veröffentlichungen (Auswahl)
- Das Verbum des Mittelpersischen der Turfanfragmente. Göttingen 1933 (zugleich Dissertation 1931, eingereicht am 20. Dezember 1930).
- Ein manichäischer kosmogonischer Hymnus. Berlin 1933.
- Geburt und Entsendung des manichäischen Urmenschen. Berlin 1933.
- mit Friedrich Carl Andreas (posthum): Mitteliranische Manichaica aus Chinesisch-Turkestan. Berlin 1932–1934.
- Arabisch ḫarāǧ. 1935.
- Ein manichäisches Bet- und Beichtbuch. Berlin 1937.
- mit Arthur Christensen und Kaj Barr: Iranische Dialektaufzeichnungen aus dem Nachlass von F. C. Andreas. Berlin 1939.
- The Disintegration of the Avestic Studies. In: Transactions of the Philological Society. Band 41, 1941, S. 40–56.
- The Date of the Sogdian Ancient Letters. In: Bulletin of the School of Oriental and African Studies. Band 12, 1948, S. 601–615.
- Zoroaster. Politician or Witch-doctor? London 1951.
- Mitteliranisch. In: Bertold Spuler (Hrsg.): Handbuch der Orientalistik. Erste Abteilung, vierter Band: Iranistik, 1. Abschnitt: Linguistik. Leiden/Köln 1958, S. 20–130. (online – Internet Archive)
- New Pahlavi Inscriptions on Silver Vessels. In: Bulletin of the School of Oriental and African Studies. Band 22, 1959, S. 132–134.

## Ehrungen
- Fellow of the British Academy (1954)
- Fellow of Christ’s College, Cambridge